# Luis Jiménez
Luis Antonio Jiménez Garcés (ur. 17 czerwca 1984 w Santiago) – chilijski piłkarz z obywatelstwem włoskim występujący na pozycji ofensywnego pomocnika, skrzydłowego lub napastnika. Nosi przydomek „El Mago” (Czarodziej).
Do 2002 roku grał dla CD Palestino, skąd przeszedł do Ternany Calio. Grał w niej do 2005 roku. Od 2006 roku grał dla Fiorentiny i jeszcze w 2006 roku powrócił do Ternany, skąd w 2007 roku został wypożyczony do S.S. Lazio, a potem do Interu Mediolan, który później wykupił Jimeneza na własność. 23 czerwca 2009 roku piłkarz został na jeden sezon wypożyczony do West Hamu United z opcją pierwokupu za osiem milionów euro. 1 lutego 2010 roku został wypożyczony do Parmy. Latem 2010 został graczem Ternany, jednak jeszcze przed końcem okienka transferowego sprzedano go do Ceseny.

## Sukcesy

### Klubowe
Inter Mediolan
- Mistrz Włoch: 2007-08, 2008-2009
- Zdobywca Superpucharu Włoch: 2008

Shabab Al-Ahli Dubaj
- Mistrz Zjednoczonych Emiratów Arabskich: 2013–14
- Zdobywca Superpucharu ZEA: 2013
- UAE President's Cup: 2012–13
- UAE League Cup: 2011–12, 2013–14

CD Palestino
- Copa Chile: 2018